# (1425) Tuorla
(1425) Tuorla es un asteroide perteneciente al cinturón de asteroides descubierto el 3 de abril de 1937 por Kustaa A. Inkeri desde el observatorio de Iso-Heikkilä en Turku.
Está nombrado por el Instituto de Investigación en Astronomía y Óptica situado en Tuorla.